# Alfredo Hernández (Fußballspieler)
Alfredo Hernández (* 18. Juni 1935 in Mexiko-Stadt; † 17. Januar 2003), auch bekannt unter dem Spitznamen Fello, war ein mexikanischer Fußballspieler, der als Stürmer eingesetzt wurde.

## Biografie
„Fello“ Hernández begann seine Profikarriere 1955 beim Club León, mit dem er gleich in seiner ersten Saison (1955/56) den Meistertitel und den Supercup gewann. Zwei Jahre später gewann er mit León die Copa México, so dass er alle drei wichtigen Vereinstitel Mexikos je einmal gewinnen konnte.
Vor der Saison 1961/62 wechselte er zum CF Monterrey und war der erste Spieler in der Geschichte der Rayados, der während seiner aktiven Zeit in Monterrey das Trikot der Nationalmannschaft trug. Damit schrieb Hernández gleich doppelt Geschichte. Denn der besagte Einsatz fand ausgerechnet am 7. Juni 1962 beim historischen 3:1-Sieg gegen den späteren Vizeweltmeister Tschechoslowakei statt, dem ersten WM-Sieg einer mexikanischen Nationalmannschaft überhaupt.
Hernández bestritt insgesamt sechs Länderspiele und erzielte dabei fünf Tore. Zunächst bestritt er 1957 vier WM-Qualifikationsspiele gegen die USA (6:0, 7:2) und Kanada (3:0, 2:0). Seine fünf Länderspieltore erzielte er allesamt in den Spielen gegen Mexikos Erzrivalen USA: das 1:0 und 4:0 in seinem Länderspieldebüt (6:0) am 7. April 1957 und drei Wochen später am 28. April steuerte er sogar drei Treffer (das 1:1, 2:1 und 6:2) zum 7:2-Erfolg seiner Mannschaft bei.
Zweimal wurde Hernández in das mexikanische WM-Aufgebot berufen, wo er je einmal – 1958 im ersten Spiel gegen Schweden (0:3) und 1962 beim bereits erwähnten historischen Sieg gegen die Tschechoslowakei (3:1) – zum Einsatz kam.

## Erfolge
- Mexikanischer Meister: 1956
- Mexikanischer Pokalsieger: 1958
- Mexikanischer Supercup: 1956